# Сультоприд
Сультоприд — антипсихотический препарат (нейролептик) из группы замещённых бензамидов.

## Фармакологическое действие
Оказывает антипсихотический и седативный эффекты. Нейролептический эффект обусловлен блокадой дофаминовых рецепторов мезолимбической и мезокортикальной систем мозга (в основном D2). Седативное действие обусловлено блокадой адренорецепторов ретикулярной формации ствола головного мозга, противорвотное — блокадой D2-рецепторов триггерной зоны рвотного центра, гипотермическое — блокадой дофаминовых рецепторов гипоталамуса. Антидепрессивным действием не обладает. Устраняет раздражительность, агрессивность и возбуждение. Не стоит путать препарат с другим препаратом из этой группы Сульпиридом (Эглонил).

## Фармакокинетика
После приема внутрь в дозе 400 мг Cmax сультоприда в плазме крови достигается через 2 ч; после однократного внутримышечного введения в дозе 200 мг — через 25 мин, при повторном введении той же дозы — через 1 ч. Биодоступность сультоприда после приема внутрь — 80-90%. Между величиной дозы и концентрацией активного вещества в плазме существует линейная зависимость. 

Css в плазме достигается с первого дня лечения. Распределение сультоприда происходит быстро (в течение 2 ч) и равномерно. Сультоприд свободно проникает через ГЭБ, плацентарный барьер, выделяется с грудным молоком (соотношение концентраций в молоке и плазме составляет 3:5). Не кумулирует в тканях организма. Подвергается незначительному метаболизму. 

Период полувыведения — 3-5 ч, общий клиренс — 390 мл/мин, почечный клиренс — 325 мл/мин. 77-90% выделяется в неизмененном виде с мочой, 4% — в виде неактивного метаболита; 5-10% выводится через кишечник.

## Показания
Острый маниакальный синдром, острая стадия шизофрении с возбуждением, состояние возбуждения при алкоголизме, хронические психозы с нарушением поведения, агрессивность, нестабильность поведения у пациентов с психическими заболеваниями.

## Режим дозирования
Для приема внутрь суточная доза составляет 0.4-1.6 г, кратность применения — 3-4 раза/сут с интервалом не менее 6 ч. Внутримышечно — 0.4-1.2 г/сут в несколько введений. 

Максимальная доза: при внутримышечном введении взрослым — 1.6 г/сут.

## Побочное действие

### Со стороны центральной нервной системы
Заторможенность, сонливость, экстрапирамидные расстройства, в том числе ранние дискинезии (спастическая кривошея, спазмы жевательных и глазодвигательных мышц). При длительном лечении возможно развитие поздней дискинезии, застойной сердечной недостаточности.

### Со стороны сердечно-сосудистой системы
Нарушения сердечного ритма (в том числе аритмия типа «пируэт»), брадикардия, ортостатическая гипотензия.

### Со стороны эндокринной системы
Гиперпролактинемия, аменорея, галакторея, гинекомастия, импотенция, фригидность.

### Со стороны обмена веществ
Увеличение массы тела.

## Противопоказания
Брадикардия, феохромоцитома, гипокалиемия, лактация (грудное вскармливание), одновременный прием клонидина, бета-адреноблокаторов, сердечных гликозидов, антиаритмических препаратов I и III класса, трициклических антидепрессантов, повышенная чувствительность к сультоприду.

## Беременность и лактация
В случае необходимости применения при беременности (особенно в III триместре) следует уменьшить дозу и длительность лечения, с последующим контролем состояния новорожденного.

## Особые указания
С осторожностью применяют у пациентов с эпилепсией (из-за возможного снижения судорожного порога), паркинсонизмом. У пациентов пожилого возраста повышен риск развития седативного и гипотензивного эффектов. При тяжелых сердечно-сосудистых заболеваниях повышается вероятность развития артериальной гипотензии и нарушений сердечного ритма. 

В период лечения не допускать употребления алкоголя.

### Влияние на способность к вождению автотранспорта и управлению механизмами
В период лечения следует воздерживаться от занятий потенциально опасными видами деятельности, требующими повышенного внимания и быстроты психомоторных реакций.

## Лекарственное взаимодействие
При одновременном применении лекарственных средств, оказывающих угнетающее влияние на центральную нервную систему (в том числе опиоидных анальгетиков, противокашлевых средств центрального действия, антигистаминных препаратов, барбитуратов, бензодиазепинов, других транквилизаторов), этанола возможно усиление угнетающего влияния на центральную нервную систему и взаимное усиление эффектов.
При одновременном применении с производными фенотиазина повышается риск развития нарушений сердечного ритма; с трициклическими антидепрессантами — возможно развитие медленных дискинезий; с антигипертензивными препаратами — возможно усиление гипотензивного эффекта и развитие ортостатической гипотензии.
При одновременном применении с клонидином, бета-адреноблокаторами, сердечными гликозидами, антиаритмическими препаратами I и III класса возможно усиление проявлений побочных эффектов (брадикардии, артериальной гипотензии, аритмии).
При одновременном применении с леводопой происходит взаимное ослабление эффектов.